# Душан Марковић (војник)
Душан Марковић (Прокупље, 1885 — Велика Плана, 1947) био је српски артиљерац. Носилац је Карађорђеве звезде са мачевима.

## Биографија
Рођен је 1885. године у Прокупљу, где се његова породица доселила из околине Новог Пазара. Међутим, већи део живота провео је у Великој Плани, где је имао имање и држао бакалницу а касније кафану. Крупан и стасит, био је артиљерац у Моравском арт.пуку, са којим је прошао све ратове. Био је изузетно храбар и остало је записано неколико његових подвига. У Кумановској бици, када су сви одступили, он је остао сам са још једним ослужиоцем поред топа и из непосредне близине картечом одбио непријатељски напад. На Солунском фронту је у једном критичном тренутку, када су Бугари дошли на домак његове батерије, оставио је топове и са својим артиљерцима, кренуо је у јуриш и сузбио непријатеља. Златним орденом КЗм одликован је као арт.наредник за показану храброст у борбама на Церу и Колубари 1914. године.
После ратова, из којих је изашао као поручник, понуђено му је да се активира у том чину, но он је то одбио и вратио се у Велику Плану, где је живео на свом имању и водио кафану на селу. Умро је 1947. године у 62. године живота.